# Венгерская борзая
Венге́рская борза́я, мадья́р-ага́р (венг. Magyar agár) — порода борзых собак. Происходит с территорий Венгрии и Трансильвании. Собака предназначается для травильной охоты («по-зрячему») на зайца и оленя, отличается от большинства борзых выносливостью. Может использоваться в собачьих бегах, в качестве сторожевой и собаки-компаньона.

## История
Венгерские борзые живут с народом, населяющим Среднедунайскую низменность и Трансильванию с X века, когда венгры пришли на эти территории. Черепа собак, найденные в Карпатах вдоль северной и восточной границ Венгрии, датируются концом первого тысячелетия. Неизвестно, жили ли эти собаки здесь издавна или мигрировали вместе с людьми. Мадьяр-агары были распространены по всему Альфёльду, но наибольшее влияние они оказали на охотничьи традиции медье Сабольч-Сатмар-Берег, Хайду-Бихар и Шомодь.
Благодаря крепкому сложению мадьяр-агары способны к продолжительному бегу по пересечённой местности. Большая часть венгерских борзых принадлежала знати. C ними охотились на зайца или оленя преимущественно на открытых пространствах или лесных опушках, их задачей было затравить добычу для конного охотника. Собака должна была следовать за всадником, пробегая от 30 до 50 километров в день. В крестьянских хозяйствах жили более мелкие разновидности венгерской борзой, успешно охотившиеся на зайца. Эта низкорослая разновидность к настоящему времени полностью исчезла. Облик венгерских борзых оставался неизменным на протяжении веков пока в XIX веке к ним не начали приливать кровь грейхаундов и других борзых, чтобы увеличить скорость бега.
В Венгрии эти борзые очень популярны, а за пределами Европы их численность невелика. Венгерская борзая признана Международной кинологической федерацией в 1963 году, действующая редакция стандарта породы утверждена в 2000 году.

## Внешний вид
Венгерская борзая — крепкая и мускулистая, но элегантная собака типичного для борзых облика, несколько похожая на грейхаунда, но обладающая заметными особенностями: мадьяр-агар имеет более удлинённый формат и более тяжёлый костяк. Благодаря довольно короткой для борзых морде, составляющей половину длины головы, они выглядят не так утончённо, как другие породы борзых.
Голова клиновидная с достаточно широким лбом и выраженным переходом к морде. Челюсти мощные, губы плотно прилегающие. Глаза некрупные, тёмные, с умным выражением. Уши в форме розы довольно большие, толстые, посажены умеренно высоко и достигают элегантной сухой шеи. В состоянии внимания уши мадьяр-агара встают на хрящах, но они не должны быть подняты постоянно. Грудная клетка достаточно объёмная, чтобы вместить сердце и большие лёгкие, рёбра хорошо изогнуты и расширяются кзади. Живот умеренно подтянут. Хвост сильный, толстый, лишь слегка сужающийся к концу, опущен вниз, в движении поднимается до уровня спины. Нижняя сторона хвоста покрыта жёсткой шерстью. Конечности сильные, лапы относительно большие, чуть удлинённые, с крепкими подушечками и когтями. На лёгкой рыси собака свободно движется длинными шагами.
Шерсть венгерских борзых короткая, плотная, довольно жёсткая, гладко прилегает к довольно толстой коже. Зимой может вырастать плотный подшёрсток. Стандарт допускает все характерные для борзых окрасы, запрещены сплошной голубой и бело-голубой, коричневый, волчий, трёхцветный и чёрно-подпалый.
Существуют разные мнения об идеальном типе венгерской борзой. Мадьяр-агары «старого» типа, характерные для собак конца XIX века, обладают более прочным костяком и развитой мускулатурой. Некоторые заводчики предпочитают собак более утончённого, борзообразного типа с облегчённым костяком и способных развивать более высокую скорость.

## Темперамент и использование

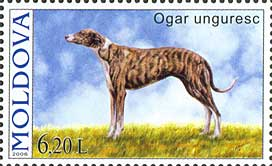

Подобно всем борзым, мадьяр-агары осторожны и немного диковаты, но не трусливы. Венгерские борзые лояльны к хозяину, не агрессивны и могут быть отличным компаньоном для владельцев, ведущих активный образ жизни. Однако им необходима ранняя и продолжительная социализация. Мадьяр-агары могут адаптироваться к жизни как в квартире, так и в вольере на улице, хотя и любят комфорт. Нуждаются в достаточных физических нагрузках и предпочитают бег на открытых пространствах и пробежку за велосипедом играм с мячом или другим предметом. Способны хорошо уживаться с детьми и другими домашними животными, кроме мелких питомцев.
Собаки этой породы успешно участвуют в собачьих бегах и соревнованиях по курсингу. При не самой высокой скорости бега исключительная выносливость обеспечивает им преимущество над грейхаундами на длинных дистанциях. Благодаря эффектная внешности и несложному уходу за шерстью мадьяр-агары отлично подходят для участия в выставках собак. Эти собаки обладают намного более выраженным охранным инстинктом по сравнению с другими борзыми и могут охранять жилище.

## Здоровье
Венгерские борзые — выносливые и здоровые собаки, не нуждающиеся в особом уходе. Как и большинству крупных собак, правильное выращивание, сбалансированное питание и достаточные физические нагрузки необходимы им для хорошего здоровья и долгой жизни. Средняя продолжительность жизни венгерских борзых достигает 12—14 лет. Выявленные в породе генетические заболевания включают эпилепсию, нарушения функции щитовидной железы и прогрессирующую атрофию сетчатки глаз.